# Heinz Horrmann
Heinz Horrmann (* 26. Januar 1943 in Düren; † in der Nacht zum 19. Juni 2025 in Berlin) war ein deutscher Gastronomiekritiker, Journalist und Buchautor.

## Leben
In den 1970er Jahren war Horrmann Chef der Kölner Bild-Zeitung.
Horrmann schrieb regelmäßig für die Tageszeitungen Die Welt, Welt am Sonntag und Berliner Morgenpost sowie die Fachzeitschriften Top hotel und Food & Wine. Ab November 2007 war er Jurymitglied in der Fernsehsendung Die Kocharena auf VOX, ebenso von Mitte 2013 bis Juli 2016 in der Nachfolgesendung Grill den Henssler. Bei RTL war er vom 5. April bis 24. Mai 2009 in der Sendung Der Hotelinspektor zu sehen. Außerdem moderierte er jeden Freitag einen Radio-Restauranttipp bei 105’5 Spreeradio in Berlin. Horrmann veröffentlichte 38 Bücher zu den Themen Hotel und Restaurants, was in Eigendarstellungen und der Werbung für die Sendung Gekauft, gekocht, gewonnen als „Weltrekord“ bezeichnet wird.
Horrmann starb in der Nacht vom 18. auf den 19. Juni 2025 im Alter von 82 Jahren zu Hause in Berlin.

## Auszeichnungen
Er war Träger des Bundesverdienstkreuzes am Bande für seine „Verdienste um die deutsche Hotellerie und Gastronomie“.
Zudem wurde er 2001 und 2011 mit dem Five Star Diamond Award der American Academy of Hospitality Sciences als Bester Hotel-Autor geehrt. 2005 verliehen ihm die Brillat-Savarin-Stiftung und die Gastronomische Akademie den Carl-Friedrich-von-Rumohr-Ring für sein Lebenswerk.
Heinz Horrmann wird in der Autorenbeschreibung zu seiner Kolumne in Welt Online als „Deutschlands bekanntester Hoteltester“ bezeichnet.

## Publikationen (Auswahl)
- In fremden Betten, Klocke Verlag, Bielefeld,
  - Band 1: Hotelgeschichten. 2004, ISBN 3-934170-28-5
  - Band 2: Fünfzig unglaubliche, aber erlebte Hotelgeschichten. 2005, ISBN 3-934170-32-3
  - Band 3: Hotelgeschichten. 2007, ISBN 978-3-934170-41-4
  - Band 4: Hotelgeschichten. 2010, ISBN 978-3-934170-55-1
- Die 99 ultimativ besten Hotels der Welt, Verlag: Ullstein, 2002, Berlin, ISBN 3-5500-7561-8
- Traumreise-Ziele, Ullstein Sachbuch, Berlin
- Amerikanische Traumkarrieren. Ullstein Sachbuch, Berlin
- Die Besten der Besten, Ullstein Taschenbuch, Berlin
- Karrieren, Bastei Lübbe, Bergisch Gladbach